# Иван Кавчич
Иван Кавчич Нанде (Десењак, код Љутомера, 14. децембар 1913 — Села, код Требња, 13. јул 1943) био је учесник Народноослободилачке борбе и народни херој Југославије.

## Биографија
Рођен је 14. децембра 1913. године у селу Десењак код Љутомера, у сиромашној породици. Радио је као грађевински радник у Љубљани где се убрзо прикључио напредном радничком покрету. Кад је јануара 1936. године у Савезу грађевинских радника Југославије утицај Комунистичке партије Југославије (КПЈ) постао доминантан, Иван је почео активно да делује у Савезу, па је 1938. примљен у КПЈ.
Још 1936. године учествовао је у осмодневном штрајку грађевинских радника, а у мајском и септембарском штрајку грађевинских радника 1940. истакао се као способан организатор. Учествовао је и у великим демонстрацијама поводом окупације Аустрије, Чешке и Пољске и у великим демонстрацијама против високих цена 1939. у Љубљани. Био је и један од организатора „Делавске ентоности“, коју су комунисти организовали после распуштања напредних синдиката. У исто време био је сарадник војне комисије при Централном комитету КП Словеније.
Октобра 1940. године, неколико дана после завршеног штрајка, Иван је био позван на војну вежбу. Тамо је међу војницима стварао прва револуционарна језгра, иако је био под сталном присмотром. Кратко време по повратку из војске, он је у свом стану у Томачеву, размножио проглас ЦК КПС који је позивао на одбрану отаџбине и разносио га на уговорена места.
У првим данима окупације, организовао је скупљање оружја и организовао прве акције отпора. Био је један од организатора Освободилне фронте међу грађевинским радницима и у свом родном крају. Јуна 1941. године, постао је члан војног комитета за љубљански округ и члан мобилизационе комисије. По оснивању „Народне заштите“ био је први војни референт Окружног одбора Ослободилачког фронта за Љубљану.
Фебруара 1942. године, основано је Повереништво ЦК КП Словеније, које је имало своје седиште у Љубљанској околини. Секретар Повереништва био је Борис Крајгер, а чланови Иван Кавчич Нанде и Франц Равбар Витез. Поред политичких и војних задатака Повереништво је имало и дужност да одржава све везе које је ЦК КПС имао са словеначким покрајинама, са ЦК КПЈ и Врховним штабом Југославије, па чак и радио-везу с Москвом. Те је везе углавном одржавао Нанде.
Главни штаб НОВ и ПО Словеније поверио му је одговорне војне и политичке задатке. Неко време био је политички комесар Томшичеве бригаде. У једној од битака ове бригаде, у којој је вршен напад на непријатеља, био је тешко рањен. Кад је оздравио, постао је командант Западнодолењског одреда, а децембра 1942. године командант Друге нотрањске зоне.
Маја 1943. године, именован је за заменика политичког комесара Главног штаба НОВ и ПО Словеније. При нападу на италијански положај у месту Села код Жумберка, близу Требња, Кавчич је 13. јула 1943. погинуо погођен непријатељском гранатом. После рата сахрањен је у Гробници народних хероја у Љубљани.
За народног хероја проглашен је, одлуком Врховног штаба НОВ и ПОЈ, а на предлог Главног штаба НОВ и ПО Словеније, међу првим борцима Народноослободилачког рата — 25. октобра 1943. године, заједно са другим истакнутим борцима и Словеније — Славком Шландером, Тонетом Томшичем и Љубом Шерцером.